# Roswita Waechter

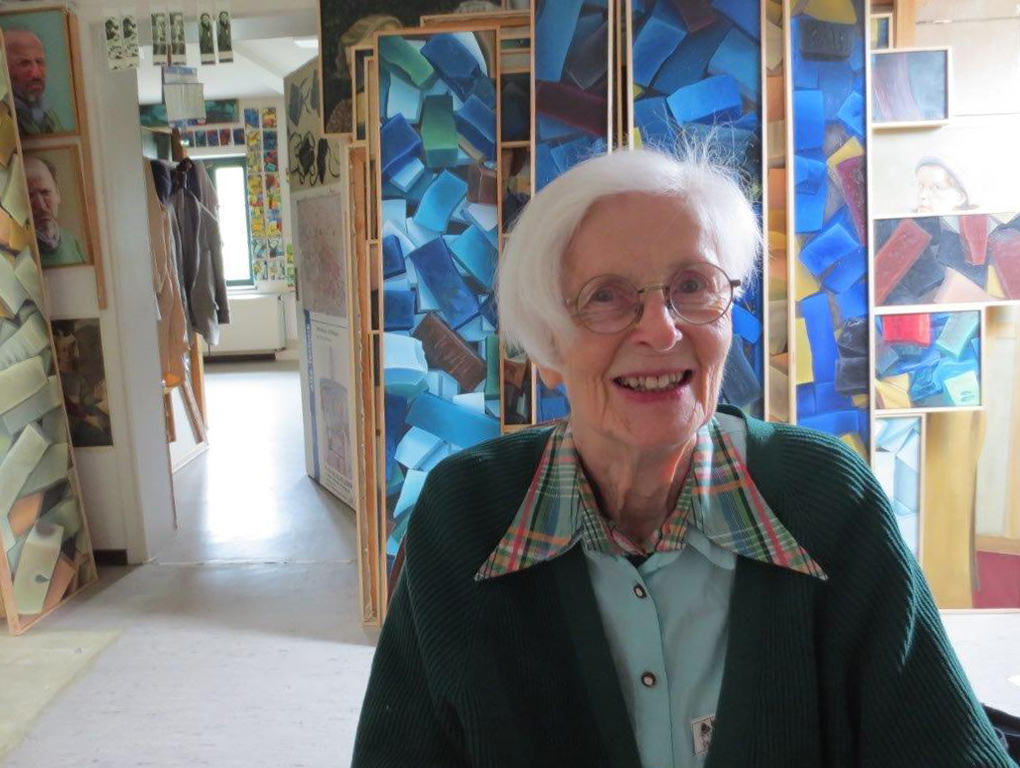
Roswita Waechter in ihrem Atelier in Köln-Sürth 2022

Roswita Waechter (* 5. November 1939 in Danzig; † 5. Januar 2024 in Köln) war eine deutsche Künstlerin. In ihrem künstlerischen Werk arbeitete sie schwerpunktmäßig als Malerin und Zeichnerin, häufig als Selbstportraitistin.

## Leben
Zum Ende des Zweiten Weltkrieges, im Januar 1945, flüchtete Waechter mit ihrer Familie über die Ostsee. Die Familie hatte Passagierkarten für die Gustloff, war aber irrtümlich auf den Netzleger Najade gelangt. Deshalb entkam sie dem Schicksal der Versenkung der Gustloff durch das sowjetische U-Boot S-13 mit bis zu 8.000 Toten.
Die Kindheit und Jugend verbrachte sie mit ihrer Mutter, Tante und ihren beiden Brüdern Bernd und Friedrich-Karl Waechter im Dorf Sahms und in Mölln.
Waechter begann 1957 ein Studium an der Muthesius-Werkkunstschule Kiel. Ihre künstlerische Ausbildung unterbrach sie wegen einer Jugendpsychose nach zwei Semestern. Sie unternahm zwei Suizidversuche, nachdem sie eine große Arbeitsmappe mit ihren Kinder- und Jugendarbeiten dem Müll übergeben hatte.
Nach der Genesung begann sie eine Ausbildung zur Arzthelferin. Nach Abschluss dieser Ausbildung arbeitete sie von 1960 bis 1975 als medizinische Schreibkraft für verschiedene Firmen der deutschen Pharmaindustrie.
Nach der für sie prägenden Lektüre von Auf der Suche nach der verlorenen Zeit von Marcel Proust und einer Sonderprüfung für Begabte studierte Waechter von 1975 bis 1984 an der Fachhochschule für Kunst und Design Köln bei Otto Gerster und Dieter Kraemer. Das Studium schloss sie als Meisterschülerin von Dieter Kraemer ab. 
Im Rahmen dieses Studiums lernte sie ihren späteren Ehemann Michael Mohr kennen, mit dem sie regelmäßig gemeinsam malte und zunächst in Köln-Kalk, später in Köln-Sürth bis zu ihrem Tode ein gemeinsames Atelier hatte.
Im April 1990 wurde der Künstlersonderbund in Berlin gegründet, in dem sich vor allem gegenständlich-figürlich arbeitende Künstler zusammenschlossen. Waechter gehörte zu den Gründungsmitgliedern.
Waechter starb nach langer Krankheit am 5. Januar 2024 im Alter von 84 Jahren.

## Werk
Waechter konzentrierte sich in ihren Zeichnungen und Gemälden, die meist in Eitemperatechnik realisiert wurden, auf einen „friedvoll nach innen gerichteten Blick“. Sie portraitierte in hunderten Arbeiten sich selbst und ihren Ehemann Michael Mohr. Daneben dominieren Fensterbilder, Ausblicke und Einblicke aus ihrem und in ihr Atelier die von ihr gewählten Motive. Meist malte sie in ihrem Atelier zusammen mit ihrem Ehemann und Künstlerkollegen Michael Mohr, oft portraitierten sie sich gegenseitig.

## Rezeption und Hintergrund
Günther Ott, freier Mitarbeiter im Außenreferat des Kulturdezernenten Kurt Hackenberg der Stadt Köln, schreibt 1985 in Begegnungen – Kunst und Künstler aus Ostmitteleuropa über Roswita Waechter:

„Frau Waechter ist eine Realistin von einer Art, die an die Maler der Neuen Sachlichkeit der zwanziger Jahre erinnert. Bei ihr ist allerdings die Auseinandersetzung mit dem Raumproblem wichtig. Der Betrachter wird geradezu auf den Raum verwiesen, in ihren Interieurs finden sich kaum Möbelstücke. […] Die Künstlerin bekennt, dass sie noch nie zwei Menschen auf einem Bild dargestellt habe. Da gibt es keine Begegnung von Freunden, Partnern, kein Zwiegespräch zwischen Leuten, auch keine Konfrontation oder ein Nebeneinanderleben, Themen die unendliche Male in der Kunst variiert wurden. Hier ist der ‚Porträtierte‘ sich allein überlassen, ein kontemplativer Mensch, und wenn er etwas tut, zeichnet oder einen Apfel schält, so empfindet man die Ruhe die ihn umgibt.“

## Ausstellungen (Auswahl)
- 1978 bis 1983: jährliche Teilnahme an der „Großen Deutschen Kunstausstellung“ im Haus der Kunst, München (G)
- 1978 bis 1988: jährliche Teilnahme an der „Großen Kunstausstellung NRW“, Düsseldorf (G)
- 1985: Erste „Köln Kunst“ in der Kunsthalle Köln (G)
- 1993: „1.Realismustriennale“ im Martin-Gropius-Bau in Berlin (G)
- 1996: „Die Kraft der Bilder“ im Martin-Gropius-Bau in Berlin (G)
- 1999: „Einheit – Künstlerinnen im Dialog“, Köln/Brandenburg, BBK, Köln,
- 2000: Waschhaus, Potsdam (G)
- 2001: Einzelausstellung mit Michael Mohr in Galerie Alpirsbach, Baden-Württemberg (E/G)
- 2010: „Vergangenheiten“ auf Zeche „Königin Elisabeth“ in Essen, im Rahmen RUHR.2010 – Kulturhauptstadt Europas (G)
- 2011: „GesichtZeigen“, Käthe Kollwitz Museum, Köln (G)
- 2015: „Bilder einer Ausstellung einer Malerin“ Kunstforum St. Clemens, Köln-Mülheim (E)[9]
- 2015: „Komponisten, Obdachlose und Andere“ im Oberlandesgericht Köln, Einzelausstellung mit Michael Mohr (E/G)
- 2019: „Fenster, Kacheln und Porzellan“ Einzelausstellung mit Michael Mohr, Galerie am Buttermarkt, Köln (E/G)
- 2020: „Unerwünschte Bilder“ Galerie am Markt, Gummersbach (E)
- 2024: „Gedächtnisausstellung Roswita Waechter“ Überlebensstation Gulliver, Köln (E)